# Yoshimi Kayama
Yoshimi Kayama (en japonés:香山芳美; 17 de octubre de 1995), es una luchadora japonesa de lucha libre. Ganó una medalla de plata en Campeonato Asiático de 2015. Vicecampeona mundial de júniores del año 2015.